# Коровино (посёлок, Архангельская область)
Коровино — посёлок в Плесецком районе Архангельской области России. Входит в состав Конёвского сельского поселения.

## География
Посёлок расположен на западе региона,  на правом берегу реки Кена.
климат
Посёлок находится на территории, приравненной к районам Крайнего Севера.
Часовой пояс
Посёлок Коровино, как и вся Архангельская область, находится в часовой зоне МСК (московское время). Смещение применяемого времени относительно UTC составляет +3:00.

## Население
| 2002 | 2010 | 2012 |
| ---- | ---- | ---- |
| 35   | ↘12  | ↗15  |